# 涅瓦
涅瓦，是西班牙卡斯蒂利亚-莱昂塞戈维亚省的一个市镇。 总面积33.81平方公里，总人口265人（2018年），人口密度7.84人/平方公里。